# Brillon-en-Barrois
Brillon-en-Barrois település Franciaországban, Meuse megyében. Lakosainak száma 713 fő (2022. január 1.). Brillon-en-Barrois Bazincourt-sur-Saulx, Combles-en-Barrois, Haironville, Montplonne, Saudrupt, Trémont-sur-Saulx és Ville-sur-Saulx községekkel határos.

## Népesség
A település népességének változása:
| Lakosok száma | 448  | 552  | 630  | 595  | 619  | 641  | 671  | 696  | 698  | 713  |
|               | 1968 | 1982 | 1990 | 2006 | 2013 | 2015 | 2017 | 2019 | 2020 | 2022 |